# Henryk Holewa
Henryk Holewa (ur. 28 września 1953 w Piekarach Śląskich) – polski piłkarz występujący na pozycji obrońcy. 

## Życiorys
Wychowanek Olimpii Piekary Śląskie. W 1971 roku przeszedł do Górnika Zabrze. Zajął z reprezentacją trzecie miejsce na mistrzostwach Europy U-18 w 1972 roku. W I lidze zadebiutował w sezonie 1972/1973. Łącznie w barwach Górnika wystąpił w 19 meczach ligowych. Wystąpił także w meczu 1/8 finału PEMK przeciwko Dynamu Kijów 25 października 1972 roku (0:2). W 1974 roku został piłkarzem Motoru Lublin, w którym występował do 1977 roku. Następnie został zawodnikiem pierwszoligowego Zawiszy Bydgoszcz, dla którego rozegrał czternaście meczów w sezonie 1977/1978. Po zakończeniu sezonu spadł z Zawiszą do II ligi. W 1979 roku przeszedł do Polonii Łaziska Górne. Po awansie klubu do klasy okręgowej zmienił przynależność na GKS Tychy. W 1983 roku, po spadku GKS do III ligi, odszedł z tyskiego klubu. Później był jeszcze zawodnikiem występującego w klasie terenowej Leśnika Kobiór.

## Statystyki ligowe
| Sezon     | Klub              | Liga    | Mecze | Gole |
| --------- | ----------------- | ------- | ----- | ---- |
| 1971/1972 | Górnik Zabrze     | I liga  | 0     | 0    |
| 1972/1973 | Górnik Zabrze     | I liga  | 10    | 0    |
| 1973/1974 | Górnik Zabrze     | I liga  | 9     | 0    |
| 1977/1978 | Zawisza Bydgoszcz | I liga  | 14    | 1    |
| 1978/1979 | Zawisza Bydgoszcz | II liga | ?     | 1    |